# Тамім аль-Мухаза
Тамім аль-Мухаза (араб. تميم المهيزع‎, нар. 21 липня 1996) — катарський футболіст, захисник клубу «Аль-Гарафа» і національної збірної Катару, у складі якої — володар Кубка Азії 2019 року.

## Клубна кар'єра
Народився 21 липня 1996 року. Починав займаися футболом на батьківщині в академії ASPIRE. Протягом 2014—2015 років займався з юнацькою командою мадридського «Атлетіко».
2015 року уклав свій перший професійний контракт, ставши гравцем катарського клубу «Аль-Гарафа», проте відразу ж повернувся до Іспанії, де провів на умовах оренди шість матчів у третьому дивізіоні за «Культураль Леонеса».
2016 року повернувся до «Аль-Гарафи», де почав дуже поступово отримувати ігровий час.

## Виступи за збірні
2014 року дебютував у складі юнацької збірної Катару, взяв участь у 3 іграх на юнацькому рівні.
Протягом 2015—2014 років залучався до складу молодіжної збірної Катару. На молодіжному рівні зіграв у 21 офіційному матчі, був учасником молодіжного чемпіонату світу 2015 року.
2017 року отримав свій перший виклик до національної збірної Катару, проте тоді за неї так й не дебютував. За два роки, досі не маючи в активі жодної гри за основну збірну країни, був включений до її заявки на кубок Азії 2019 року в ОАЕ. На цьому турнірі дебютував у складі головної збірної у півфінальній грі проти господарів змагання, еміртаців, вийшовши на заміну на останніх хвилинах матчу за рахунку 4:0 на користь Катару. Його ж команда виграла усі сім матчів турніру із сукупним рахунком 19:1 і уперше в своїй історії стала чемпіоном Азії.
| Дата       | Місто    | Господарі | Результат | Гості | Турнір                     | Голи | Примітки |
| ---------- | -------- | --------- | --------- | ----- | -------------------------- | ---- | -------- |
| 29-01-2019 | Абу-Дабі | Катар     | 4 – 0     | ОАЕ   | Кубок Азії 2019 - півфінал | -    | 90+4'    |
| Усього     |          | Матчів    | 1         |       | Голів                      | 0    |          |

## Досягнення
- Переможець Юнацького (U-19) кубка Азії: 2014
- Володар Кубка Азії (1): 2019